# Sobriedad

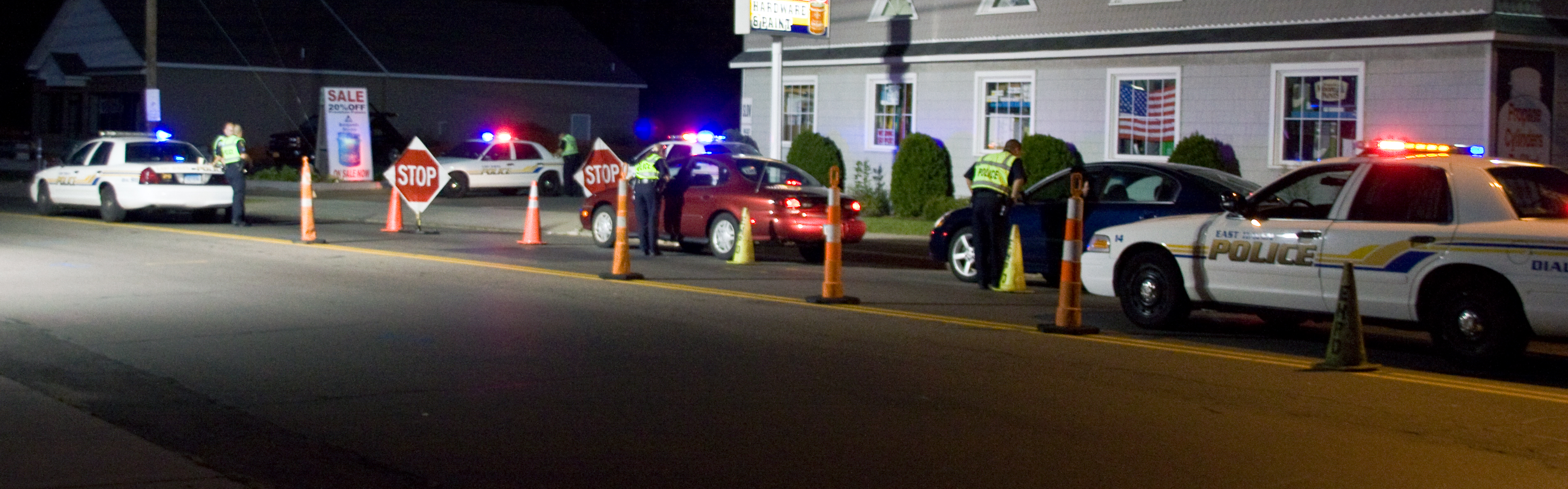
Agentes de policía estadounidenses controlando la sobriedad de conductores.

La sobriedad es definida por la Organización Mundial de la Salud como la abstinencia continua de alcohol y otras sustancias psicoactivas.
En sentido figurado, la sobriedad significa buen juicio, libertad de autoengaño e ilusiones. Un término similar se usa en Alcohólicos Anónimos (AA): «logro y mantenimiento por parte de una persona del control general y el equilibrio en la vida».

## Lucha estatal

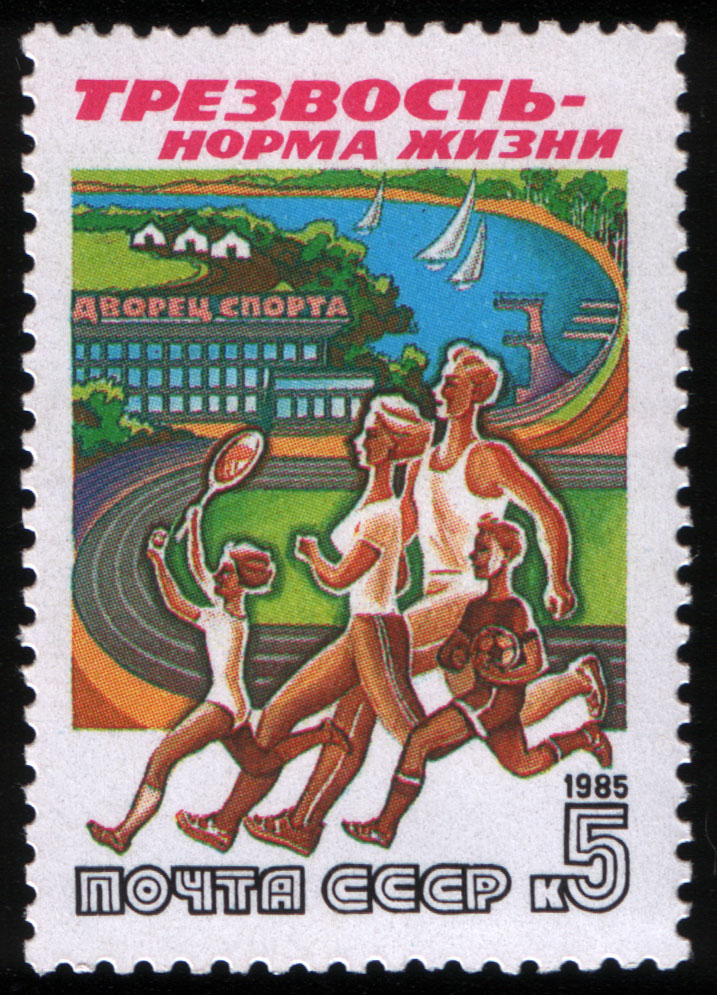
Sello postal de la URSS «La sobriedad es la norma de vida», lanzado en 1985.

Debido a los terribles efectos que genera el alcoholismo, no sólo en el alcohólico sino también en su familia nuclear, en la historia existieron países que intentaron mantener la sobriedad.

### Estados Unidos

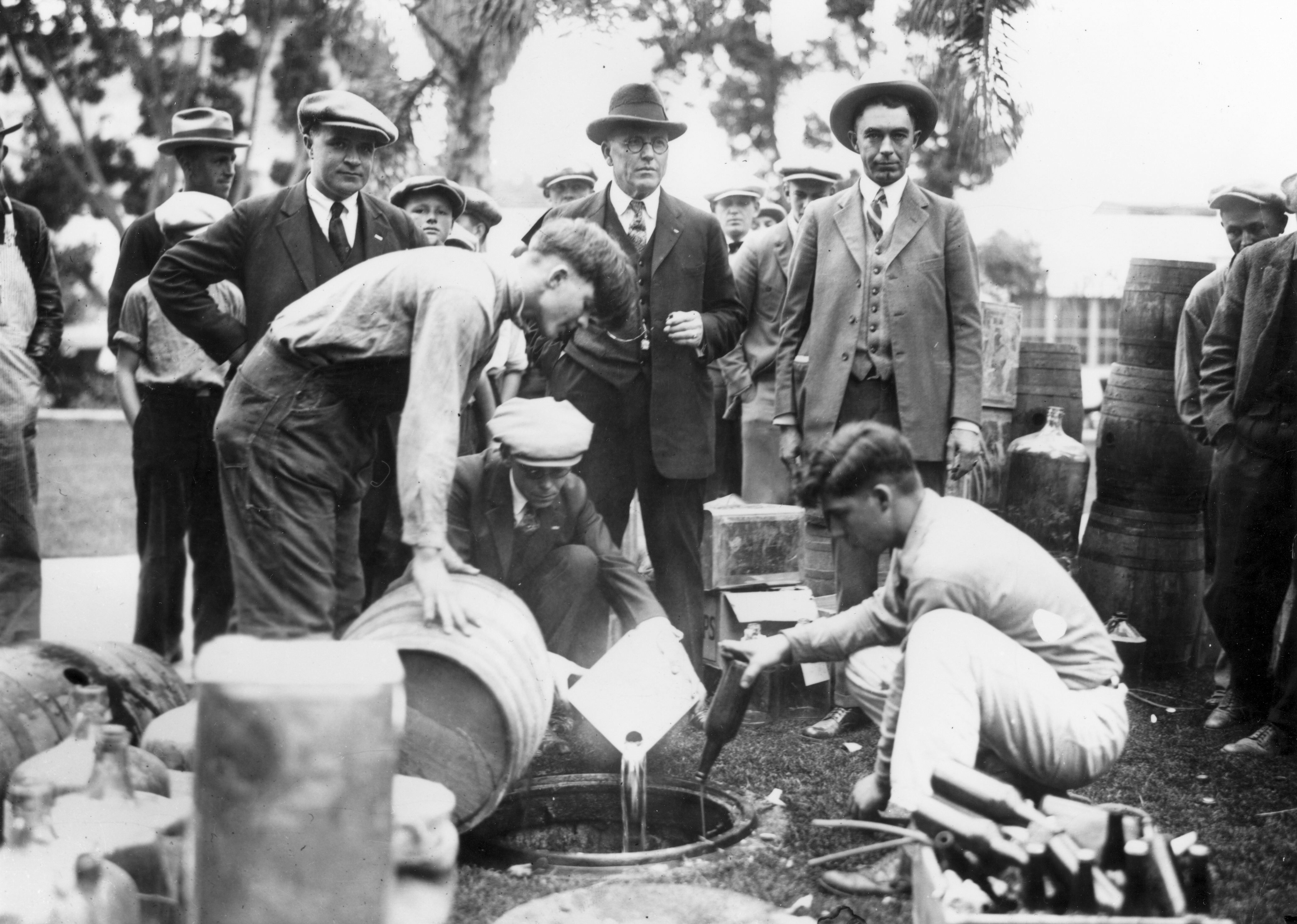
Policías estadounidenses destruyendo alcohol ilegal durante la Ley Seca.

La ley seca estuvo vigente en los Estados Unidos entre 1920 y 1933, establecida por la Enmienda XVIII a la Constitución, y prohibió la venta de bebidas alcohólicas.
Muchas personas creen que fue un fracaso absoluto, lo cierto es que durante los años 1920 el consumo de alcohol disminuyó a la mitad y se mantuvo por debajo de los niveles anteriores hasta bien entrados los años 1940, lo que sugiere que socializó a buena parte de la población en hábitos de sobriedad, al menos temporalmente. Ahora bien, tuvo efectos secundarios negativos y fue perdiendo apoyo progresivamente. Se siguió produciendo alcohol de forma clandestina (moonshine) y también importado clandestinamente a países limítrofes, provocando un auge considerable del crimen organizado. Hubo numerosos casos en donde ciudadanos compraron licor masivamente durante las últimas semanas del año 1919, antes que la ley entrase en vigor el 17 de enero de 1920, para así atender el consumo propio. Si bien la ley impedía la oferta de alcohol, la demanda no había desaparecido.

### Rusia
Tras la introducción de las tabernas por parte de Iván el Terrible, el alcoholismo se expandió rápidamente por el Imperio ruso.
En 1859, un movimiento abstemio comenzó disturbios y la destrucción masiva de tabernas. El sobrio movimiento fue pacificado por las tropas, juzgado y 780 de sus participantes más activos fueron condenados al exilio en Siberia.
Ya en la Unión Soviética, en 1958 la decisión del Comité Central del PCUS fue: «Intensificar la lucha contra la embriaguez y el restablecimiento del orden en el comercio de bebidas espirituosas». La siguiente campaña contra el alcohol comenzó en 1972, con una resolución del Consejo de Ministros sobre: «Medidas para fortalecer la lucha contra la embriaguez y el alcoholismo».

#### Glásnost
La más famosa fue la campaña contra el alcohol de Mijaíl Gorbachov, cuando el 7 de mayo de 1985 se adoptaron las resoluciones del Comité Central del PCUS: «Sobre las medidas para superar la embriaguez, el alcoholismo y erradicar el alcohol ilegal». La nueva política de la glásnost ordenó: a todos los organismos del partido, administrativos y policiales, intensificar decisivamente y en todas partes la lucha contra la embriaguez y el alcoholismo. Como resultado de la campaña, las ventas de alcohol per cápita registradas oficialmente en 1985–1987 se redujeron en más de 2,5 veces, la tasa de natalidad aumentó significativamente y la tasa de mortalidad disminuyó, la esperanza de vida de los hombres aumentó en 2,6 años y alcanzó el máximo valor en toda la historia de Rusia, además de disminuir significativamente la criminalidad.

#### Actualidad
Luego de la disolución de la Unión Soviética, la campaña contra el alcohol quedó en la nada.
En 2009 la Iglesia y el Consejo Público de la Federación Rusa lanzó el Proyecto Causa Común, que preveía una reducción del 55 % en el consumo de alcohol para 2020. En septiembre de 2011 el Ministerio de Salud y Desarrollo Social lanzó el Proyecto Independence, diseñado para informar a los rusos sobre las consecuencias del consumo de alcohol, ayudarlos a identificar y superar la adicción al alcohol y las drogas.
Según encuestas de VTsIOM, en los últimos 15 años, la proporción de la población que se adhiere a un estilo de vida sobrio ha crecido del 23% en 1996 al 30% en 2011; entre los jóvenes de 18 a 24 años, estas cifras son, respectivamente, del 15% y 27 %.
En enero de 2019 un periodista de la CBC/Radio-Canada, Chris Brown, en una entrevista con expertos compartió su opinión sobre los resultados de las medidas tomadas por el gobierno ruso como parte del programa de sobriedad: Rusia cayó del 4 al 14º lugar en la clasificación mundial de consumo de alcohol en los últimos 12 años y estaba al nivel de Francia o Alemania. Además, los ciudadanos de la Federación Rusa en promedio ahora beben alrededor de 10 litros de alcohol por año, en lugar de 15 (en comparación, Canadá bebe 8), de los cuales las bebidas fuertes como el vodka han disminuido en un 31%, es decir un tercio.

## En las religiones

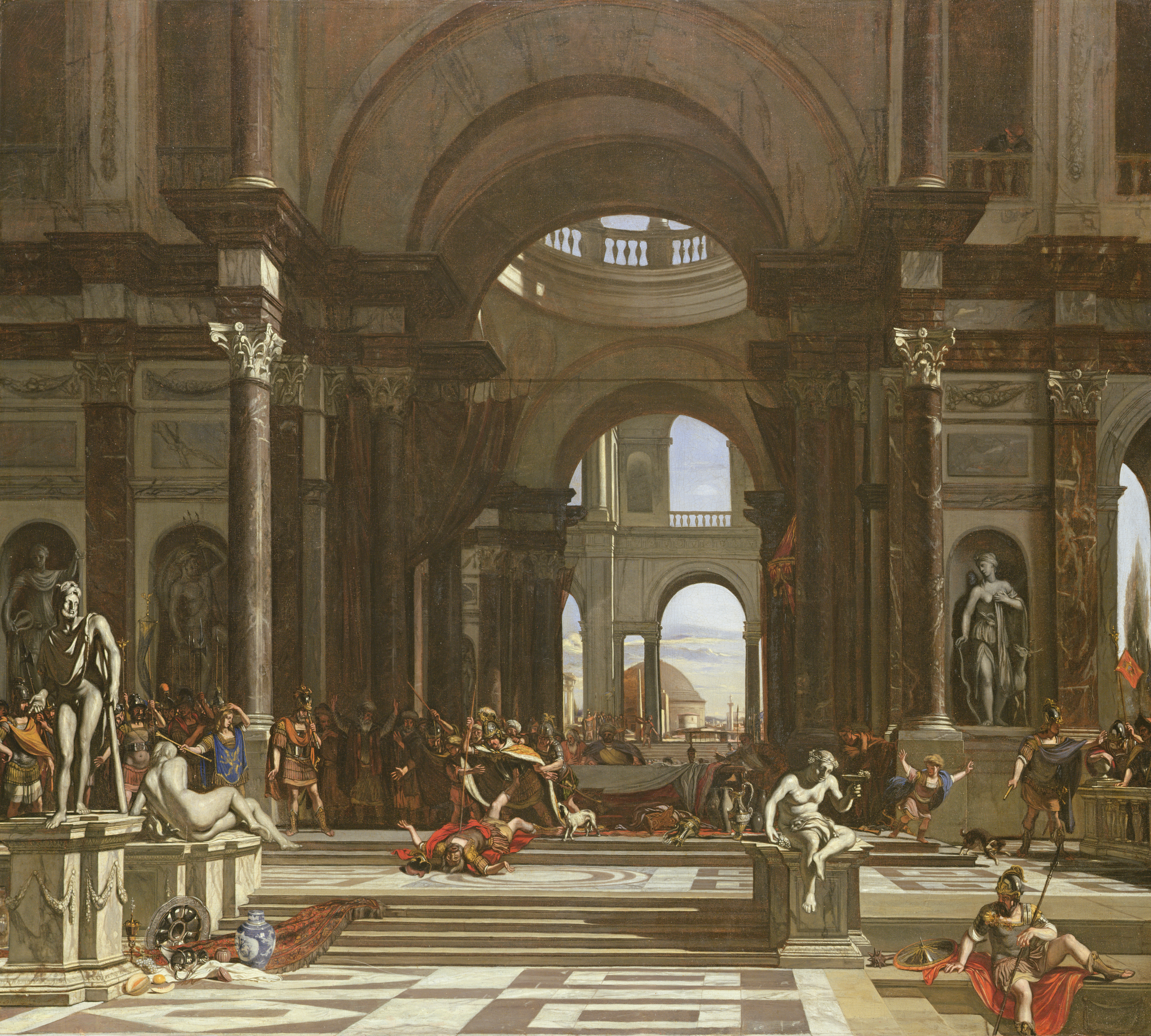
Alejandro Magno asesina a Clito.

Casi todas las denominaciones cristianas no profesan un rechazo total del alcohol en la vida cotidiana, permitiendo el uso de vino en ciertas cantidades y usando vino en la Eucaristía y en varios otros sacramentos. Los Adventistas del Séptimo Día sostienen una posición diferente, quienes creen que el mandato de Dios con respecto al alcohol es la abstinencia total. Los adventistas usan jugo de uva sin fermentar para celebrar la Cena del Señor .   
Los Cánones de los Santos Apóstoles 51 y 53 prohíben resueltamente a los cristianos aborrecer el vino (tratándolo como algo vil), pero permiten "quitarse del vino" en aras de la proeza de la abstinencia.
San Basilio el Grande : “La embriaguez es enemistad contra Dios”, “La embriaguez es un demonio voluntariamente convocado que invade el alma a través de la voluptuosidad”.
San Juan Crisóstomo : “Nada ama el diablo más que el lujo y la embriaguez, ya que nadie cumple su mala voluntad como un borracho. El principal mal de la borrachera es que hace el cielo inaccesible para el borracho y no permite alcanzar la eternidad bendiciones, para que junto con la vergüenza en la tierra, los que padecen esta enfermedad y en el cielo enfrenten el castigo más grave.
Rev. Ephraim el sirio : “Ten miedo del vino en todo momento joven; porque el vino nunca perdona al cuerpo, enciende en él el fuego de los malos deseos.
El teólogo Vladimir Bogoyavlensky pidió una renuncia total al uso de bebidas alcohólicas.

### Islam
El Islam prohíbe el uso de cualquier intoxicante en cualquier cantidad. Desde el punto de vista del Islam, el alcohol, así como cualquier otro estupefaciente, incluidas las drogas, es haram, absolutamente prohibido.
Cualquier intoxicante se llama Hamr en árabe y está completamente prohibido para los musulmanes . Incluso Mahoma “no aprobaba el uso del alcohol con fines medicinales, por más urgente y necesario que fuera”. Hay muchos versos en el Corán que señalan el daño y la inadmisibilidad de los intoxicantes.

### Budismo
En el budismo, hay cinco votos seguidos por los budistas laicos, que incluyen abstenerse del uso de intoxicantes en forma de alcohol y drogas. Hubo diferentes interpretaciones de este voto en el budismo primitivo . Desde el punto de vista de los partidarios de Vinaya, Buda Shakyamuni prohibió el uso de intoxicantes por completo y sin excepciones, porque en un estado de intoxicación surgen fuertes afectos, una persona comienza a descuidar las enseñanzas y fácilmente puede cometer una mala acción. Desde el punto de vista de los partidarios del Abhidharma, el uso de sustancias intoxicantes estaba permitido de forma limitada hasta el momento en que una persona es capaz de controlarse a sí misma, y al mismo tiempo "no bebe para perder la sobriedad, pero es ser tratado." 

### Judaísmo
No existe una prohibición sobre el consumo de bebidas alcohólicas, por el contrario, las festividades suelen ir acompañadas de rituales con vino (Kidush), especialmente el Seder Pesaj y Purim. Sin embargo, se puede usar jugo de uva en lugar de vino y en Purim es suficiente beber más de lo habitual. El Talmud aprueba el uso moderado del vino para el desarrollo de la mente, el consuelo de los dolientes, etc., pero condena la excesiva indulgencia con el lúpulo.  Lo mismo está escrito en los Proverbios de Salomón.

## Tragedias alcohólicas célebres

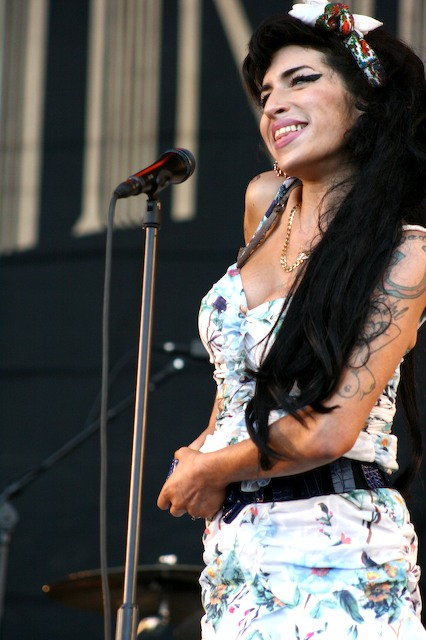
La música Amy Winehouse (27 años) falleció debido al consumo excesivo de alcohol.

Un alcoholizado Alejandro Magno asesinó a su amigo Clito el Negro en una discusión de borrachos. Inmediatamente intentó suicidarse pero sus soldados lo impidieron, el rey griego no se perdonó jamás la tragedia.
Varios músicos célebres como Jimi Hendrix, John Bonham, Amy Winehouse y Dolores O'Riordan murieron por causa del alcohol.